# Freiheitsplatz (Charkiw)
Der Freiheitsplatz (ukrainisch Майдан Свободи / Площа Свободи; russisch Площадь Свободы) in der ukrainischen Stadt Charkiw ist einer der größten Stadtplätze in Europa.

## Geschichte
Der Platz im Zentrum von Charkiw wurde in den Jahren 1923 bis 1925 geplant und bis 1931 vollendet. Er trug ursprünglich den Namen Dserschinskiplatz (Площа Дзержинського), nach dem kommunistischen Berufsrevolutionär Felix Dserschinski. Während der deutschen Besetzung der Stadt hieß der Platz 1942 Platz der Wehrmacht und von Ende März bis zum 23. August 1943 Platz der Leibstandarte SS. Nachdem die Ukraine Anfang der 1990er Jahre unabhängig wurde, nannte man den Platz Unabhängigkeitsplatz (Площа Незалежності) und seit 1998 heißt er Freiheitsplatz.

## Gestaltung und Bebauung
Der Platz ist etwa 690–750 m lang, 96–125 m breit und hat eine Fläche von etwa 11,5 ha. Er belegt damit weltweit Platz 15.
Im Nordwesten ist der Platz kreisförmig mit einem Park in der Mitte gestaltet während er an der südöstlichen Seite ein rechtwinklige, unbebaute Fläche hat. Am Platz befindet sich unter anderem das Hauptgebäude der Nationalen Wassyl-Karasin-Universität Charkiw und das Derschprom-Gebäude, der 1928 vollendete, erste sowjetische 13-stöckigen Wolkenkratzer im Stil des Konstruktivismus. Weitere Gebäude auf dem Platz wurden im Stil des Sozialistischen Klassizismus erbaut.
Der Platz wird von zwei U-Bahnlinien der Metro Charkiw, die sich unter dem Platz kreuzen, angefahren.
Am Übergang von dem runden zum rechtwinkligen Teil des Platzes stand das – am 5. November 1963 eingeweihte und insgesamt 20,2 m hohe – Lenindenkmal mit einer 8,5 m hohen Bronzeskulptur auf einem Sockel aus rotem Granit. Es galt als das höchste Lenindenkmal der Ukraine. Am Abend des 28. September 2014 wurde die Leninstatue auf dem Freiheitsplatz gestürzt. Der Sockel wurde im August 2016 abgetragen.
In der Folge wurden verschiedene neue Nutzungen der Fläche diskutiert, letztendlich entschied man sich aber für Pflaster statt eines 2017 beschlossenen 86 Meter hohen Kreuzes mit einem Engel als Bekrönung, da der dafür veranstaltete Wettbewerb von einem Gericht für ungesetzlich erklärt wurde. Da man dennoch eine Aufwertung des Platzes anstrebte, entschied man sich schließlich für eine Brunnenanlage, die mit 36 Metern Durchmesser als die größte der Ukraine gilt und am 23. August 2020 eingeweiht wurde. Die Anlage verfügt über eine Lichtinstallation, besteht aus siebe Ringen und 150 Düsen, die das Wasser bis zu 5,5 Metern hoch schießen können.

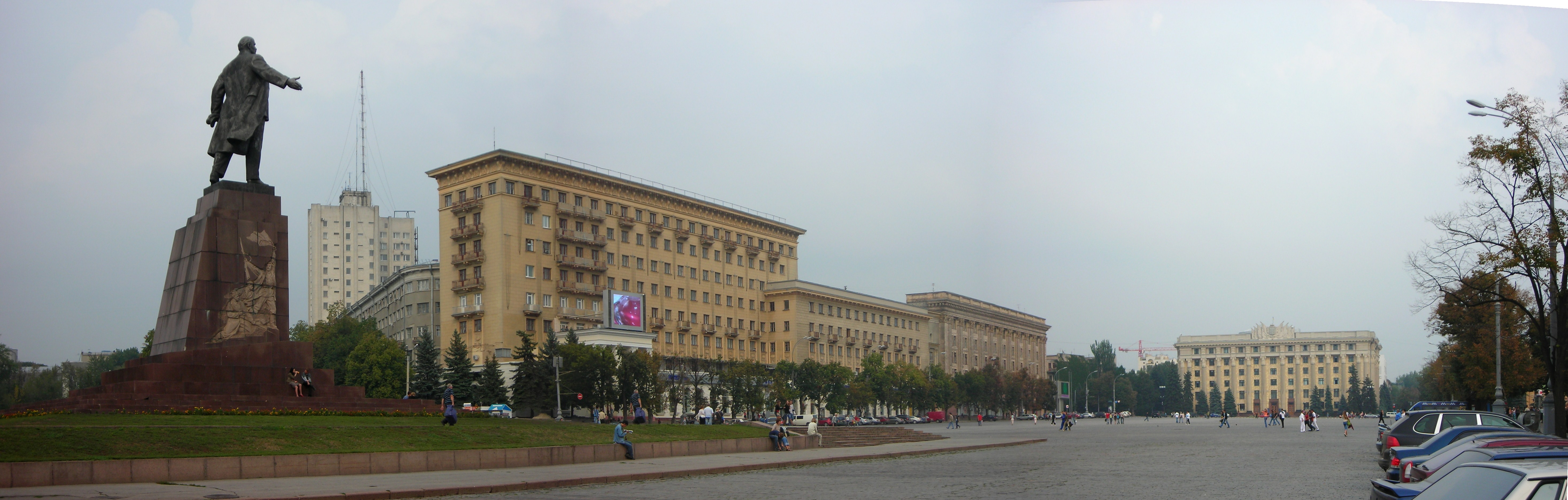
Freiheitsplatz mit Blick Richtung Osten. Links das Lenindenkmal

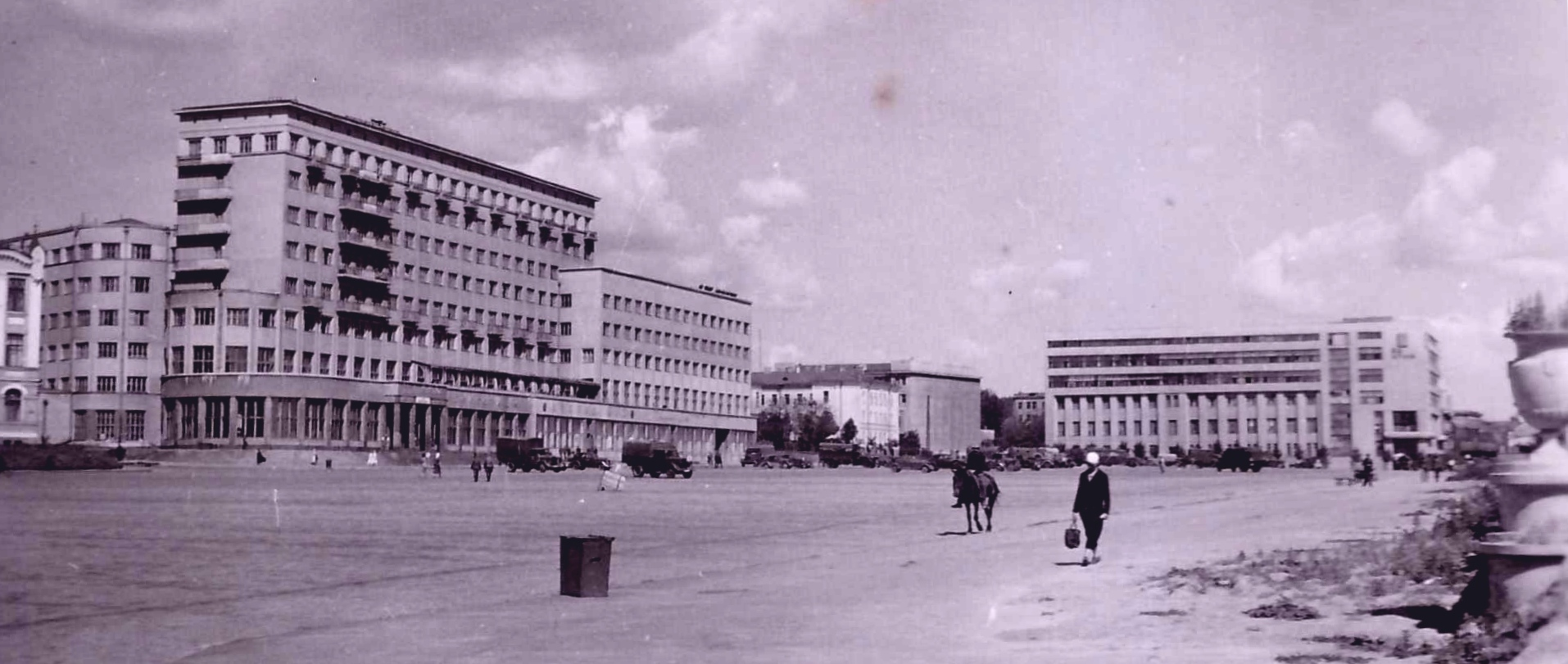
Freiheitsplatz während der deutschen Besatzung 1941, Foto Emil Roth (1899–1997)